# Temple funéraire de Séthi Ier (Abydos)
Ne doit pas être confondu avec Temple des millions d'années de Séthi Ier.
Le temple funéraire de Séthi Ier (VR17) est un temple-cénotaphe construit durant le Nouvel Empire à Abydos en Haute-Égypte par les souverains Séthi Ier et Ramsès II de la XIXe dynastie. Complété par le proche Osiréion, le temple agit comme un monumental ex-voto destiné à attirer sur le roi défunt  l'attention bienveillante d'Osiris le dieu de la régénération et le souverain de l'Au-delà. Depuis le Moyen Empire, il est en effet d'usage à Abydos d'édifier des chapelles ornées de stèles votives en l'honneur de cette divinité.
Le temple des millions d'années de Séthi Ier situé à Thèbes est le véritable temple funéraire du roi Séthi Ier inhumé non loin dans la tombe 17 de la vallée des Rois. 

## Description

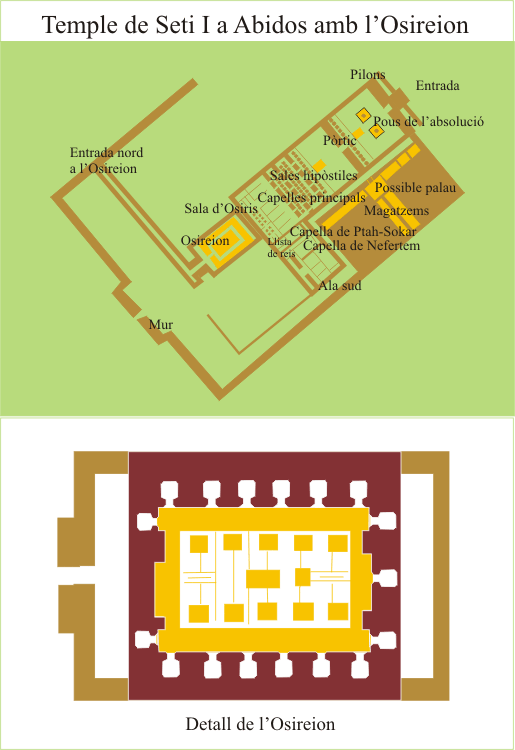
En haut: Plan général du temple. En bas: Plan de l'Osiréion

Ce temple fut appelé par les Grecs « Memnonion » et par les Latins « Memnonium » après une déformation du mot « Men-Maât-Rê », nom de couronnement de Séthi Ier. Le monument est construit sur un terrain en pente ce qui a nécessité l'aménagement de terrasses successives. Son plan est en équerre ; le bâtiment principal est sur un axe nord-sud. Il se trouve prolongé par le proche Osiréion, tombe fictive du roi, située originellement sous un tumulus, les deux bâtiments n'étant séparé que par quelques mètres. Le temple funéraire est toutefois complété par une aile latérale qui s'étire vers l'est. Le temple en calcaire repose sur des fondations en grès profondes de 1,30 m. Ses murs sont ornés par de nombreux bas-reliefs dont certains comportent encore leurs couleurs d'origine. Le temple honore sept divinités qui ont chacune leur chapelle mais Osiris est plus particulièrement mis à l'honneur.
Ramsès II a complété l'œuvre de son père Séthi Ier en ajoutant au monument deux cours et un pylône large de 62 mètres, dont il reste maintenant peu de choses. Ces cours se terminent toutes deux par un portique à douze piliers rectangulaires en terrasse. La première cour abritait un jardin avec des arbres et des bassins.
L'accès au temple se fait par une courte rampe qui donne sur un portique où s'alignent douze piliers rectangulaires. Trois entrées sont aménagées et chaque porte mène (après avoir traversé les deux salles hypostyles) vers trois des sept chapelles du temple. La porte principale donne sur la chapelle d'Amon. Plus à droite, les autres portes mènent vers les chapelles d'Osiris et d'Horus.
Dans les salles hypostyles on peut voir une scène de la fondation du temple. Séthi fixe avec la déesse Seshat les contours de l'édifice, puis pose les premières pierres. Une autre scène fait voir la naissance divine du roi. Sur un autre mur, le roi Ramsès II est purifié par Thot et par Hathor. Plus loin il est debout devant Osiris et Isis et leur offre une statuette le représentant. D'autres représentations font voir le roi encensant Osiris, puis lui offrant une statuette de Maât, la vérité-justice. Une autre scène fait voir le pharaon dresser le pilier Djed.

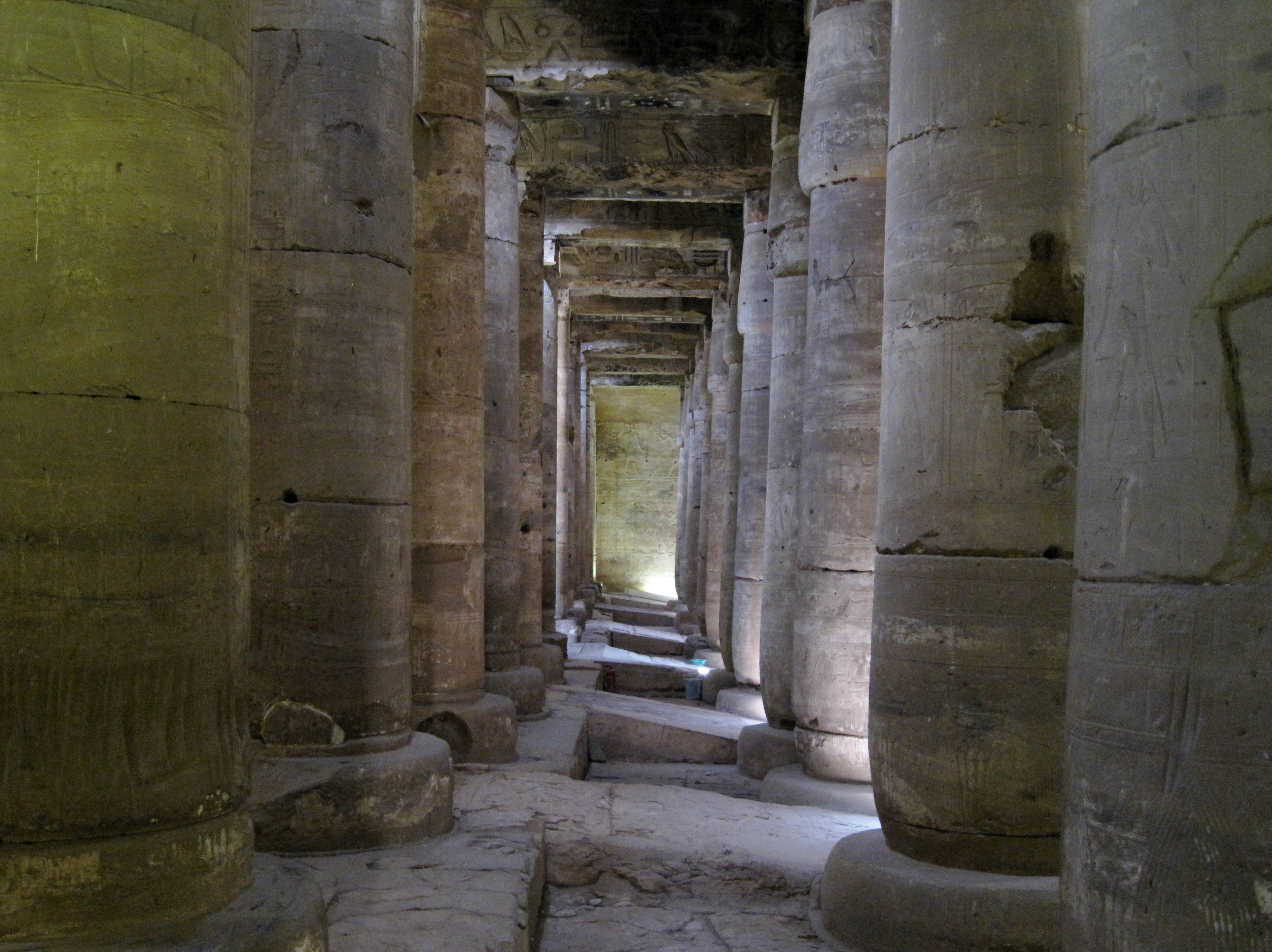
Deuxième salle hypostyle
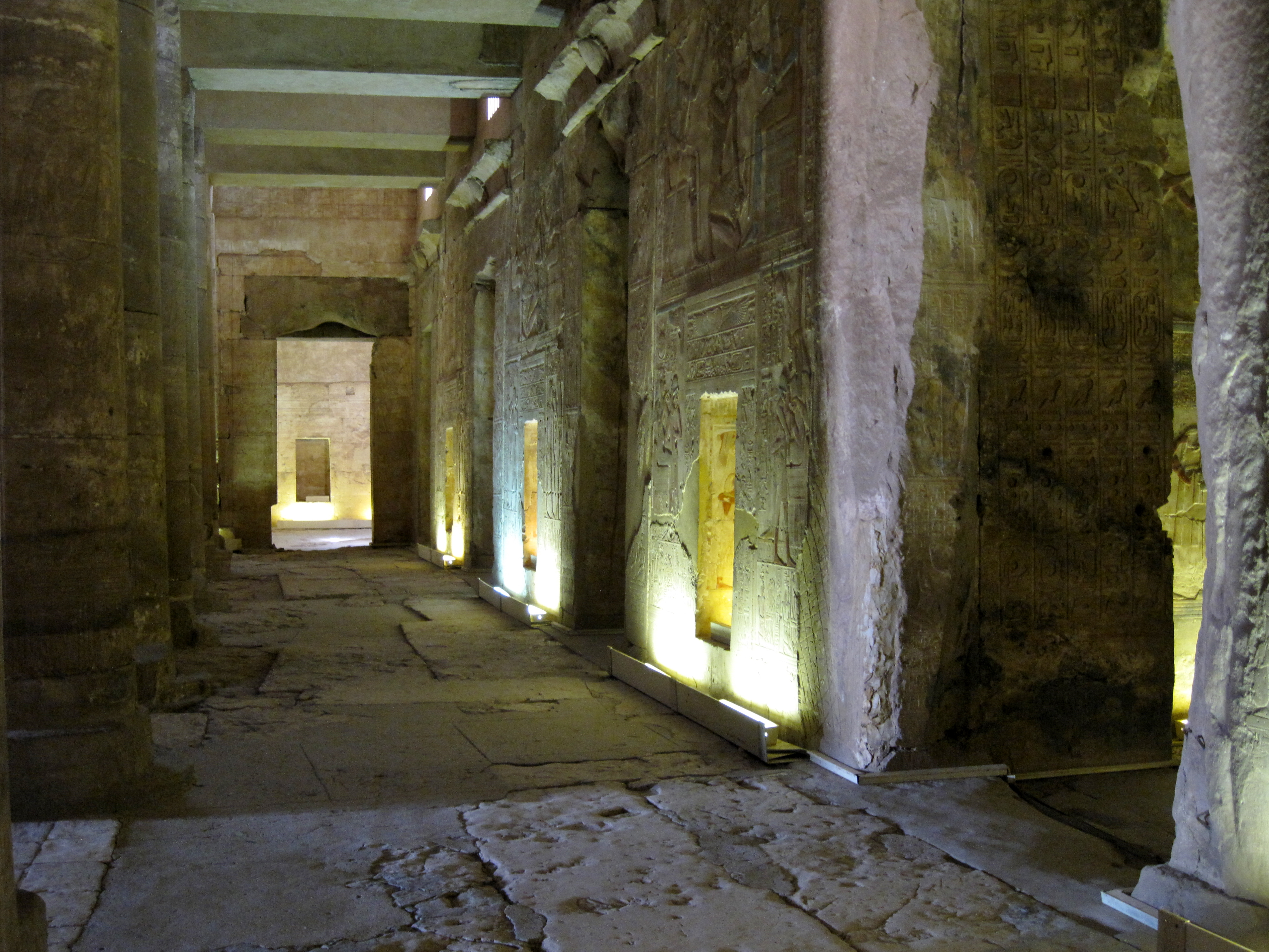
Entrée des chapelles de Rê, Ptah et Séthi et au fond sur le complexe de Néfertoum-Sokar.
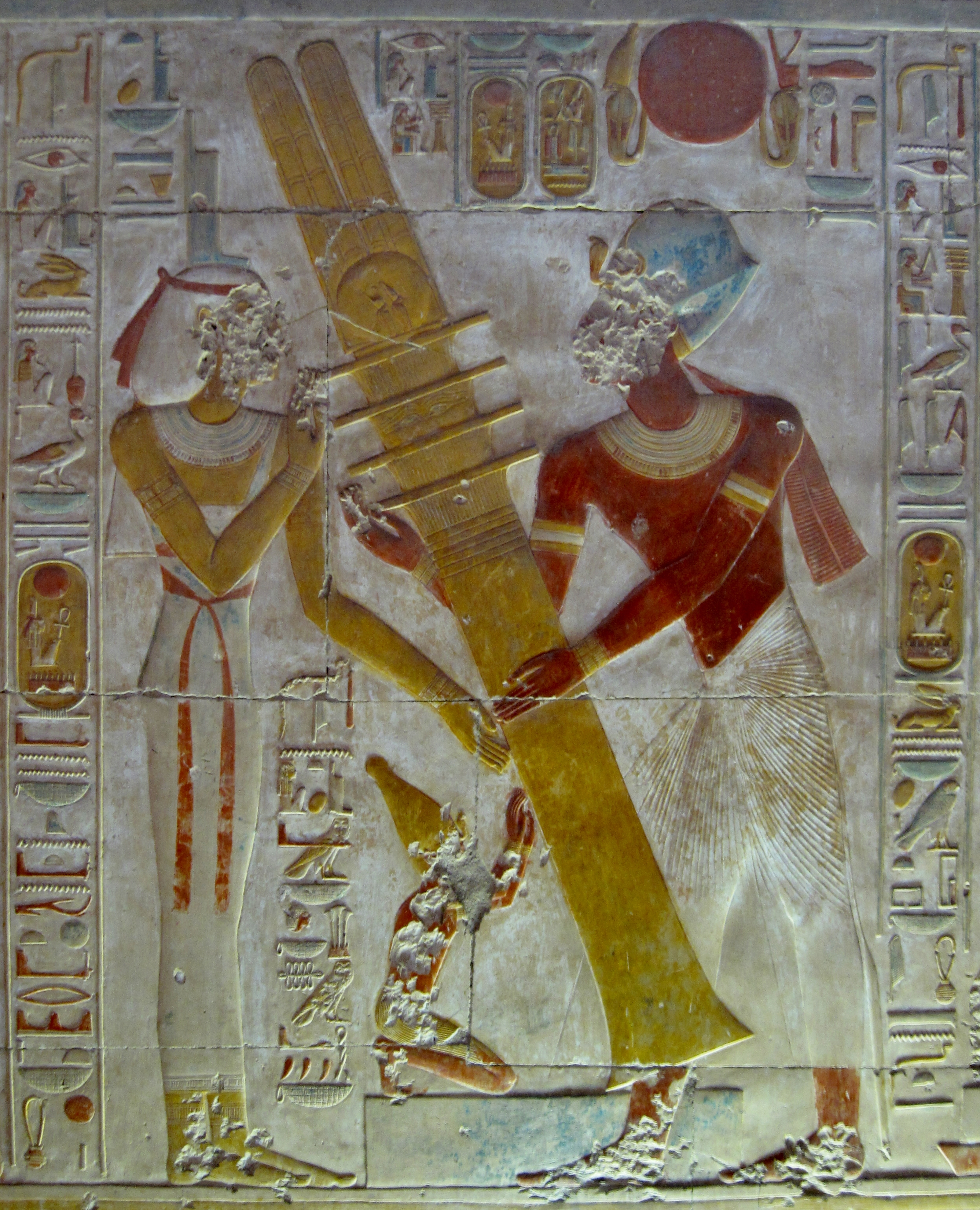
Détail d'un mur du temple funéraire : Séthi Ier relevant le pilier Djed.